# Prosopocera paykullii
Prosopocera paykullii là một loài bọ cánh cứng trong họ Cerambycidae.